# Phyla-Vell
Phyla-Vell egy kitalált szereplő, szuperhős a Marvel Comics képregényeiben. A szereplőt Peter David és Paul Azaceta alkotta meg. Első megjelenése a Captain Marvel 3. sorozatának 16. számában volt, 2003 decemberében. Phyla-Vell a negyedik szereplő aki egykor a Csodakapitány nevet használta.
Phyla-Vell nevét a biológiai rendszertan törzs, latinul phylum kategóriájáról kapta. Ugyanígy testvére, Genis-Vell, akinek neve a nemzetség, latinul genus szóból származik. Phyla és Genis Mar-Vell, az első Csodakapitány vér szerinti leszármazottai, azonban nem Mar-Vell nemzette őket, hanem annak halála után szerelme, Elysius termékenyítette meg magát Mar-Vell genetikai állományából.